# Mujeres en la antigua Esparta
Las mujeres en la antigua Esparta fueron conocidas por tener más libertad que cualquier otra en la Antigua Grecia. Para los contemporáneos, las mujeres espartanas tuvieron reputación por ser promiscuas y controlar a sus maridos; por el contrario, consideraban que las mujeres atenienses podían tener propiedades y heredar, además de recibir una mejor educación.
El conocimiento sobre la vida de las mujeres espartanas es limitado. Este conocimiento se basa con frecuencia en conjeturas, ya que las fuentes escritas de las que se dispone son escasas y, en su mayoría, exponen un punto de vista no espartano. Como señala el historiador Anton Powell, decir las fuentes escritas están exentas de problemas sería una subestimación difícil de superar.

## Juventud
Según Plutarco, los espartanos practicaban el infanticidio como un método para desechar a los niños que no estaban sanos. El pasaje no deja claro si se aplicaba de la misma manera a los niños y a las niñas, aunque las evidencias de otros escritos de Plutarco y Jenofonte indican que no. Lo más probable es que las niñas fuesen entregadas al cuidado de su madre inmediatamente después de su nacimiento, sin excepciones y no eran examinadas tras su nacimiento como los niños. Sin embargo, no hay evidencias suficientes para afirmar que esto fue así a lo largo de toda la historia de Esparta. Las niñas espartanas estaban tan bien alimentadas como los niños ―en contraste con el contexto ateniense, en el que se alimentaba mejor a los niños― para que tuviesen un buen físico para dar a luz y cargar a los niños.
A partir de los siete años, los niños espartanos se educaban en la agogé, al menos en algunos periodos de la historia de Esparta. Parece que cuando Esparta institucionalizó la educación de los niños, también lo hizo con la educación de las niñas. Sin embargo, al contrario que los niños, las niñas espartanas se criaban en casa con sus madres mientras las educaban. Existen evidencias de programas educativos oficiales para niñas desde el periodo arcaico, pero parece que este sistema no se continuó durante el periodo helenístico. No está claro el grado en que se restauró la educación para las niñas bajo las reformas de Cleómenes III, pero puede que se convirtiese en voluntario en lugar de obligatorio. Durante el periodo romano se restauró la supervisión estatal de la educación de las niñas y se abolió la agogé en el 188 a. C. Las mujeres también realizaban actividades físicas, como la gimnasia y la danza, para que pudiesen dar a luz a bebés más sanos.

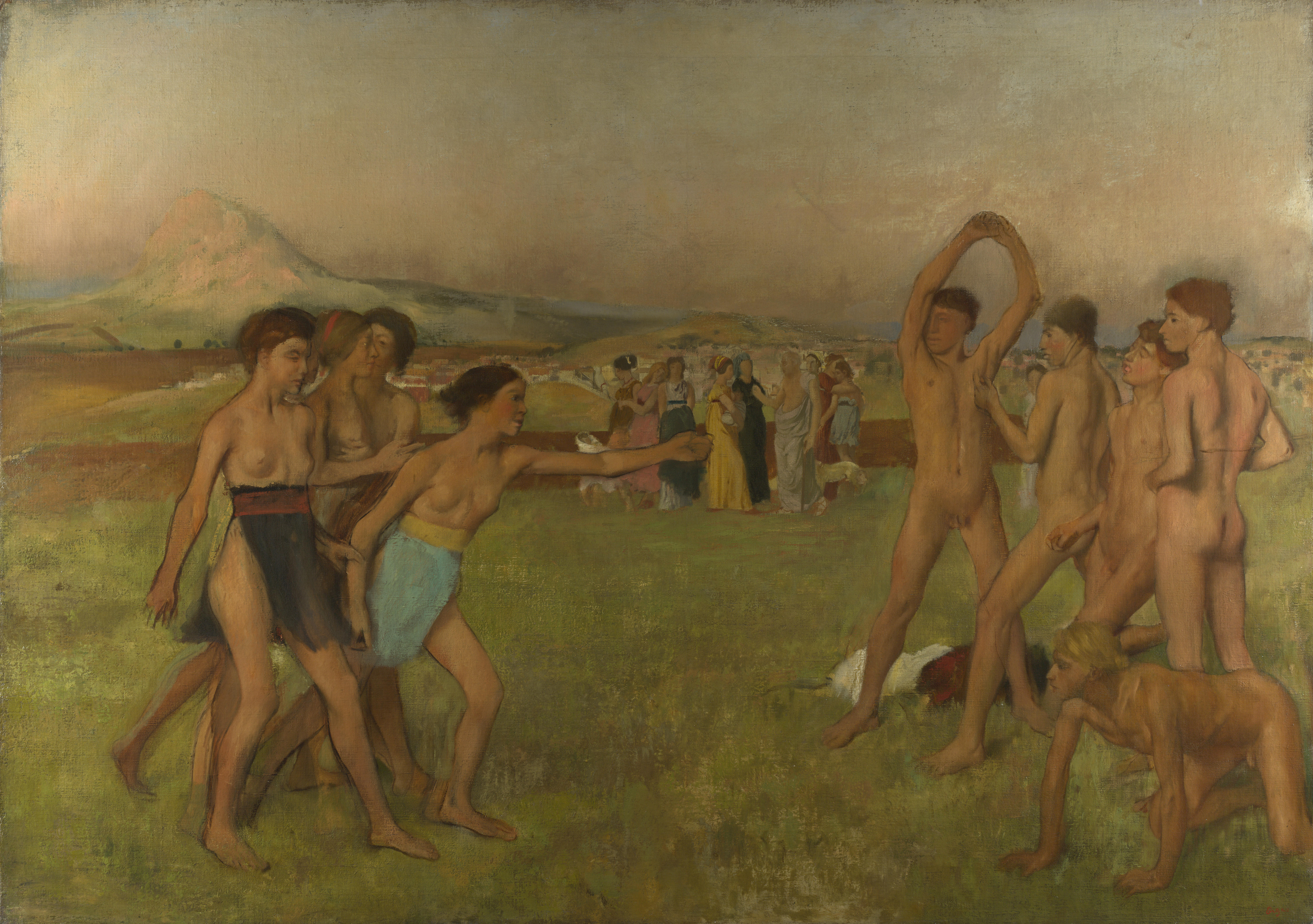
Representación de muchachas y muchachos de Esparta haciendo ejercicio: se alentaba a las unas a entrenar con los otros

La alfabetización en Esparta estaba limitada a la élite. Existen evidencias de que en el periodo clásico algunas mujeres podían leer. Se conservan anécdotas protagonizadas por madres espartanas que escribían cartas a sus hijos cuando estaban lejos. Además de leer y escribir, las mujeres también aprendían mousike, disciplina que no solo hace referencia a la música, sino también a la danza y la poesía. También parece que aprendieron a tocar instrumentos musicales, tal y como aparece en las estatuillas que se conservan.
La historiadora Bettany Hughes señala que el régimen de ejercicio espartano para niñas fue diseñado para hacerlas tan aptas como sus hermanos, incluso aprendían a montar a caballo. Su rutina de ejercicios también incluyó correr, luchar, el lanzamiento de disco y jabalina, y, lo que Hughes denomina, «pruebas de fuerza». Es posible que se ejercitasen desnudas, tal y como se retratan en el arte arcaico espartano, a diferencia del arte de otras regiones de Grecia. Las muchachas podrían haber competido en las gimnopedias, la festividad espartana de los jóvenes desnudos. También compitieron en carreras para diferentes festivales, como por ejemplo los prestigiosos Juegos Hereos.

## Matrimonio
Las mujeres espartanas contraían matrimonio relativamente más tarde que sus contemporáneas de otras regiones de la antigua Grecia. Mientras que las niñas atenienses se solían casar por primera vez en torno a los catorce años, las espartanas se casaban en torno a los 18 con hombres de más o menos su misma edad. Puesto que los hombres estaban a menudo en el ejército, las mujeres casadas tenían mayor libertad y más responsabilidades. Ellas se convertían en propietarias de la casa y estaban al cargo de las pertenencias familiares mientras sus maridos estaban lejos.
Lo más importante del matrimonio en Esparta era tener hijos. Las mujeres tenían un papel fundamental en la crianza de niños sanos y fuertes, razón por la que se les exigía mantener buenos hábitos y un cuerpo atlético. Sin embargo, antes del matrimonio existía un periodo de prueba para confirmar que la posible pareja podía tener hijos. En el caso de que el hombre no pudiera tener hijos con su pareja, las opciones más habituales eran el divorcio y las segundas nupcias. Para Esparta todo, incluyendo el matrimonio, estaba relacionado directamente con el único propósito de fortalecerse militarmente. Al Estado espartano solo le interesaba que el progenitor fuera ciudadano, aunque no fuera el esposo de la madre.
El papel de los Kýrios a la hora de organizar el matrimonio de las mujeres espartanas no es decisivo. Sin embargo, el historiador Paul Cartledge plantea que, como en la sociedad ateniense y al contrario que en la gortina, era responsabilidad del kýrios organizar el matrimonio de la mujer espartana. Plutarco describió el procedimiento de la noche de boda de una pareja espartana en su obra Vidas paralelas (en griego: Βίοι Παράλληλοι):

For their marriage the women were carried off by force, not when they were small and unfit for wedlock, but when they were in full bloom and wholly ripe. After the woman was thus carried off, the bride's maid, so called, took her in charge, cut her hair off close to the head, put a man's cloak and sandals on her, and laid her down on a pallets, on the floor, alone, in the dark. Then, the bride-groom, not flown with wine nor enfeebled by excesses, but composed and sober, after supping at his public mess-table as usual, slipped stealthily into the room where the bride lay, loosed her virgin's zone, and bore her in his arms to the marriage-bed. Then, after spending a short time with his bride, he went away composedly to his usual quarters, there to sleep with the other young men...
Por su matrimonio, la mujer era llevada a la fuerza, no cuando ellas eran pequeñas y no estaban en forma para el casamiento, sino cuando ellas estaba en plena floración y completamente maduras. Después de que la mujer fuese llevada, la criada de la novia, así llamada, se encarga de ella, corta su cabello cerca de la cabeza, la viste con una capa de hombre y sandalias, y la acuesta sobre una plataforma, en el suelo, sola, en la oscuridad. Luego, el novio, ni borracho por el vino ni débil por excesos, sino compuesto y sobrio, después de cenar en su mesa de comedor pública como de costumbre, se deslizaba sigilosamente en la habitación de estaba tumbada la novia, liberaba su zona de virginidad, y la llevaba en sus brazos al lecho nupcial. Luego, después de pasar un breve tiempo con su novia, se iba tranquilo a sus aposentos habituales, allí dormía con los otros jóvenes...
Plutarco

Las mujeres casadas tenían prohibido llevar el pelo largo. Hay testimonios en fuentes antiguas que indican que los espartanos practicaban la poligamia. Heródoto señala que la bigamia de Anaxandridas II, rey de Esparta entre el 560 a. C. y el 520 a. , no era propio de las costumbres espartanas, pero Polibio escribió que en la época era una práctica común y consagrada. Además de la poligamia, parece que los hombres mayores permitían que los más jóvenes y aptos fecundasen a sus esposas. Por otra parte, los hombres solteros o sin hijos podían incluso solicitar a la esposa de otro hombre que tuviese hijos con él, siempre que ella hubiese sido portadora de niños fuertes. El filósofo judío Filón de Alejandría también sugirió la posibilidad de que los medio hermanos maternos pudiesen casarse entre sí.

## Deberes matriarcales
Como los hombres solían estar la mayor parte de su vida en los barracones o en la guerra, las mujeres estaban al cargo del hogar. Debido a esto, Aristóteles criticó y afirmó que los hombres eran gobernados por mujeres, a diferencia del resto de ciudades-estados. También criticó a la mujer espartana por su riqueza. Atribuyó la precipitada caída del estado espartano sucedida durante su vida, que pasó de ser la principal potencia de Grecia a una potencia de segunda clase en menos de 50 años, al hecho de que Esparta se había convertido en una sociedad ginocentrista cuyas mujeres eran intemperantes y amantes del lujo..
Todas las mujeres espartanas, no solo las ricas, se aprovechaban del trabajo ilota para realizar las tareas domésticas que, en otras regiones de Grecia, habría estado en manos de las mujeres libres. Algunas actividades que eran consideradas «trabajo de mujeres» en toda Grecia, como coser, no se consideraban aptas para las mujeres libres de Esparta; las espartanas estaban más preocupadas por la gobernanza, la agricultura, la logística y otras tareas de sustento.
La legislación espartana codificada por Licurgo expresaba la importancia de dar a luz niños para Esparta. Tener y criar niños fue la función más importante de la mujer en la sociedad espartana, equiparada a la de los hombres en el ejército. Bajo la ley espartana, las mujeres que morían durante el parto y los hombres que morían en una batalla se ganaban el honor de tener sus nombres inscritos en sus lápidas. Se animaba a las mujeres espartanas a tener muchos hijos, preferiblemente varones, para aumentar la población militar. Se enorgullecían de haber nacido y criado valientes guerreros. Sin embargo, tener hijos cobardes era motivo de tristeza; Claudio Eliano afirma en su Varia Historia que cuando un hijo muere como un cobarde, la madre lo lamentaba. Por el contrario, se dice que las parientes de aquellos espartanos que murieron heroicamente en la batalla de Leuctra se paseaban en público mostrándose felices.
Las mujeres no se alegraban por sus hijos simplemente por haber mostrado valentía, ni lloraban simplemente por aquellos que no; estos actos eran cruciales para cumplir con las consecuencias sociales que los hombres cobardes tendrían que acatar. Por ejemplo, cuando Pausanias, quien traicionó a Esparta, se refugió en el templo de Atenea; se dice que su madre, Theano, en lugar de suplicar por su vida tomó un ladrillo y lo colocó en la entrada. Los espartanos siguieron su ejemplo y decidieron tapiar la puerta del templo con Pausanias dentro. Pomeroy cita tres dichos similares del capítulo Dichos de las mujeres espartanas de la obra Vidas paralelas de Plutarco, en los que se habla de madres que mataron a sus hijos por cobardes.

## Religión
En la antigua Esparta, el culto a las mujeres reflejaba el énfasis de la sociedad espartana en el papel de las mujeres como portadoras y criadoras de niños. Por consiguiente, los cultos se centraban en la fertilidad, la salud de la mujer y la belleza. El culto de Ilitía, diosa del nacimiento y de las comadronas, fue muy importante para la mujer espartana. También fue importante el culto a Helena, a quien le dedicaban muchos objetos usados por las mujeres ―por ej. espejos, delineadores, peines y botes de perfume― en sus sitios de culto. Los principales lugares de culto a Helena estaban en Laconia; además, en Esparta había un santuario urbano y se tallaron muchas estelas protagonizadas por ella que luego se exhibían en la ciudad. También rendían culto a Cinisca, la primera mujer en obtener una victoria en los Juegos Olímpicos, y la única registrada en conmemorarse con una victoria.
Plutarco narra, en su biografía sobre Licurgo, que solo los hombres que muriesen en combate y las mujeres que muriesen durante un oficio sagrado deberían tener sus nombres inscritos en sus tumbas. Se relaciona este acto con el énfasis que hacían los espartanos en la piedad, aunque posteriormente el filólogo alemán Kurt Latte corrigió el manuscrito e interpretó la muerte durante un oficio sagrado como la muerte de una mujer debido al parto; esta lectura es aceptada por muchos investigadores, sin embargo, el historiador Matthew Dillon ha cuestionado esta corrección basándose en dos inscripciones funerarias de mujeres espartanas.

## Vestimenta

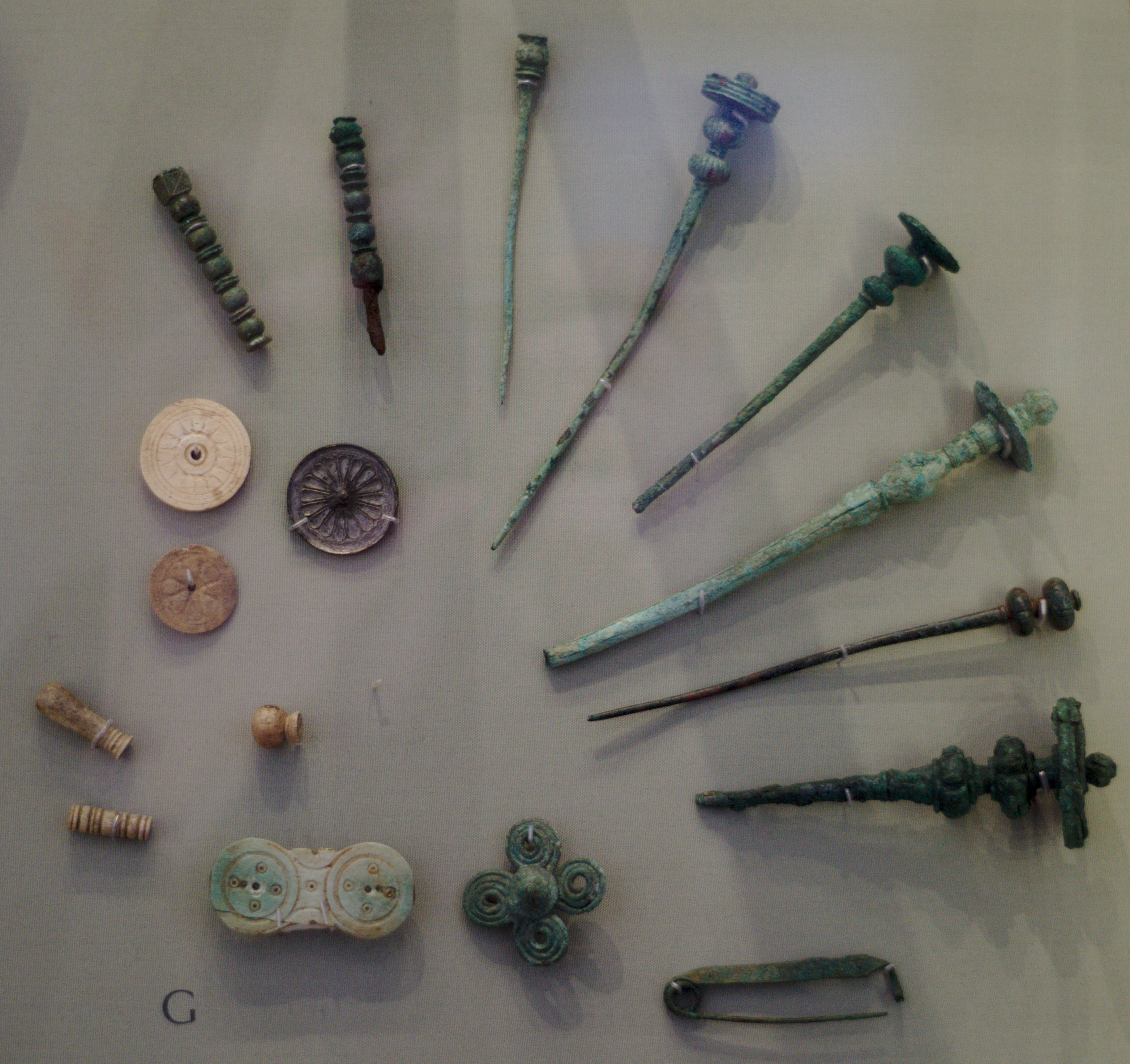
Colección de broches y alfileres para vestidos de bronce, plata y hueso hallados en el santuario de Artemisa Ortia, datan de entre el 800 y el 600 a. C.

La ropa de las mujeres espartanas era sencilla y especialmente corta. Vestían peplos dorios con faldas con abertura lateral que mostraban sus muslos. Los peplos estaban elaborados con una lana más pesada que la del que era común en Jonia y se sujetaban al hombro con fíbulas. Cuando participaban en carreras, las muchachas espartanas vestían un quitón de una sola pieza hasta la rodilla.
Como no tejían su propia ropa, ya que la elaboración de los bienes estaba al cargo de los periecos, la compra de ropa elaborada y de brazaletes de metal eran signos de riqueza. Se desconoce si llevaban los brazaletes de oro o plata en todo momento, o solo para las ceremonias religiosas y los festivales. Se decía que Licurgo había prohibido a las mujeres usar cosméticos.
Las mujeres jóvenes dejaban crecer su pelo y no se lo cubrían, pero una vez contrajesen matrimonio ya no tenían permitido tenerlo largo, ni tampoco descubierto, por lo que se cubrían la cabeza con velos.